# Wilton Figueiredo
Wilton Figueiredo 'wiwtõ figej'redu (* 17. März 1982 in São Paulo) ist ein ehemaliger brasilianischer Fußballspieler. Der Stürmer spielte in seiner Karriere in Brasilien, Schweden, Katar, Türkei und Dänemark.

## Werdegang
Figueiredo spielte in der Jugend für SB do Campo, SE Palmeiras und FC São Paulo. Dabei spielte er zusammen mit Spielern wie Kaká und Adriano. Allerdings konnte er sich nicht für die Profimannschaft empfehlen und wechselte daher zu Ceará SC in die brasilianische zweite Liga, die Série B.
Nach einer Spielzeit wurde Figueiredo 2005 vom schwedischen Zweitligisten GAIS zu einem Probetraining nach Göteborg eingeladen und verpflichtet. Gleichzeitig bemühte sich auch Ligakonkurrent AIK um ihn, was zu einigen Unstimmigkeiten führte. In Göteborg spielte er eine überragende Saison und wurde zweitbester Torschütze der Liga hinter Bruno Santos von IFK Norrköping. Somit verhalf er dem Klub zum Wiederaufstieg in die Allsvenskan.
Nach Saisonende wechselte Figueiredo dennoch zum Mitaufsteiger AIK. Dem Klub verhalf er mit elf Saisontoren zur Vizemeisterschaft. Im September 2007, kurz vor Ende der Spielzeit 2007, gab der Klub bekannt, dass der brasilianische Stürmer den Klub in Richtung Katar verlassen werde. Er unterschrieb einen Vertrag bei Al-Rayyan Sport-Club. Hier spielte er bis zum folgenden Sommer, ehe er an Al-Kharitiyath SC verliehen wurde.
Im April 2009 kehrte Figueiredo nach Schweden zurück. Nachdem sich auch GAIS um eine Rückkehr bemüht hatte, unterschrieb er beim Erstligisten Malmö FF einen Vier-Jahres-Kontrakt. Hier etablierte er sich als Stammkraft, auch wenn er die Torgefährlichkeit der vergangenen Jahre vermissen ließ. Mit fünf Saisontoren im Verlauf der Spielzeit 2010 war er dennoch entscheidend am Gewinn des Lennart-Johansson-Pokals für den schwedischen Landesmeistertitel beteiligt. Aufgrund von Heimweh sah es anschließend danach aus, dass er vertragsbrüchig werden und nicht aus seinem Heimaturlaub zurückkehren würde, im Januar des folgenden Jahres kündigte jedoch Trainer Roland Nilsson nach einem Gespräch seinen Verbleib bei MFF an. In der anschließenden Spielzeit stand er in vier Fünfteln der Saisonspiele auf dem Spielfeld und erreichte mit der Mannschaft die letzte Play-off-Runde der UEFA Champions League 2011/12. Dort scheiterte sie an Dinamo Zagreb und schied auch in der UEFA Europa League 2011/12 frühzeitig aus, er bestritt dabei alle Europapokalpartien des Vereins.
Im Frühjahr 2013 wechselte Figueiredo in die türkische Süper Lig zu Gaziantepspor. Diesen Klub verließ er bereits nach einer halben Saison, ehe er dann beim Viborg FF anheuerte. Bei dem Klub betritt er 14 Ligaspiele (ein Tor) bis Saisonende 2013/14. Dann beendete Figueiredo seine aktive Laufbahn.